# Tu Vũ, Tiêu Tác
Tu Vũ (chữ Hán giản thể:修武县, âm Hán Việt: Tu Vũ huyện) là một huyện thuộc địa cấp thị Tiêu Tác, tỉnh Hà Nam, Cộng hòa Nhân dân Trung Hoa. Thời nhà Thươngư có tên là Ninh Ấp. Năm 221, Tần Thủy Hoàng đặt thực hiện chế độ quận huyện, lập huyện Tu Vũ thuộc quận Tam Xuyên. Huyện Tu Vũ có diện tích 722 km², dân số năm 2002 là.280.000 người. Mã số bưu chính của Tu Vũ là 464350, huyện lỵ đóng tại trấn Thành Quan. Huyện Tu Vũ được chia thành 3 trấn, 5 hương. 
- Trấn: Thành Quan, Phương Trang và Tuân Phong.
- Hương: Châu Trang, Cao Thôn, Tây Thôn, Ngạn Thượng và Ngũ Lý Nguyên.